# Sandoval County
Sandoval County är ett administrativt område i delstaten New Mexico, USA, med 131 561 invånare. Den administrativa huvudorten (county seat) är Bernalillo. 
Del av Bandelier nationalmonument ligger i countyt.

## Geografi
Enligt United States Census Bureau har countyt en total area på 9 619 km². 9 606 km² av den arean är land och 13 km²  är vatten. 

### Angränsande countyn
- Rio Arriba County, New Mexico - nord
- Los Alamos County, New Mexico - nordöst
- Santa Fe County, New Mexico - öst
- Bernalillo County, New Mexico - syd
- Cibola County, New Mexico - sydväst
- McKinley County, New Mexico - väst
- San Juan County, New Mexico - nordväst